# Fot

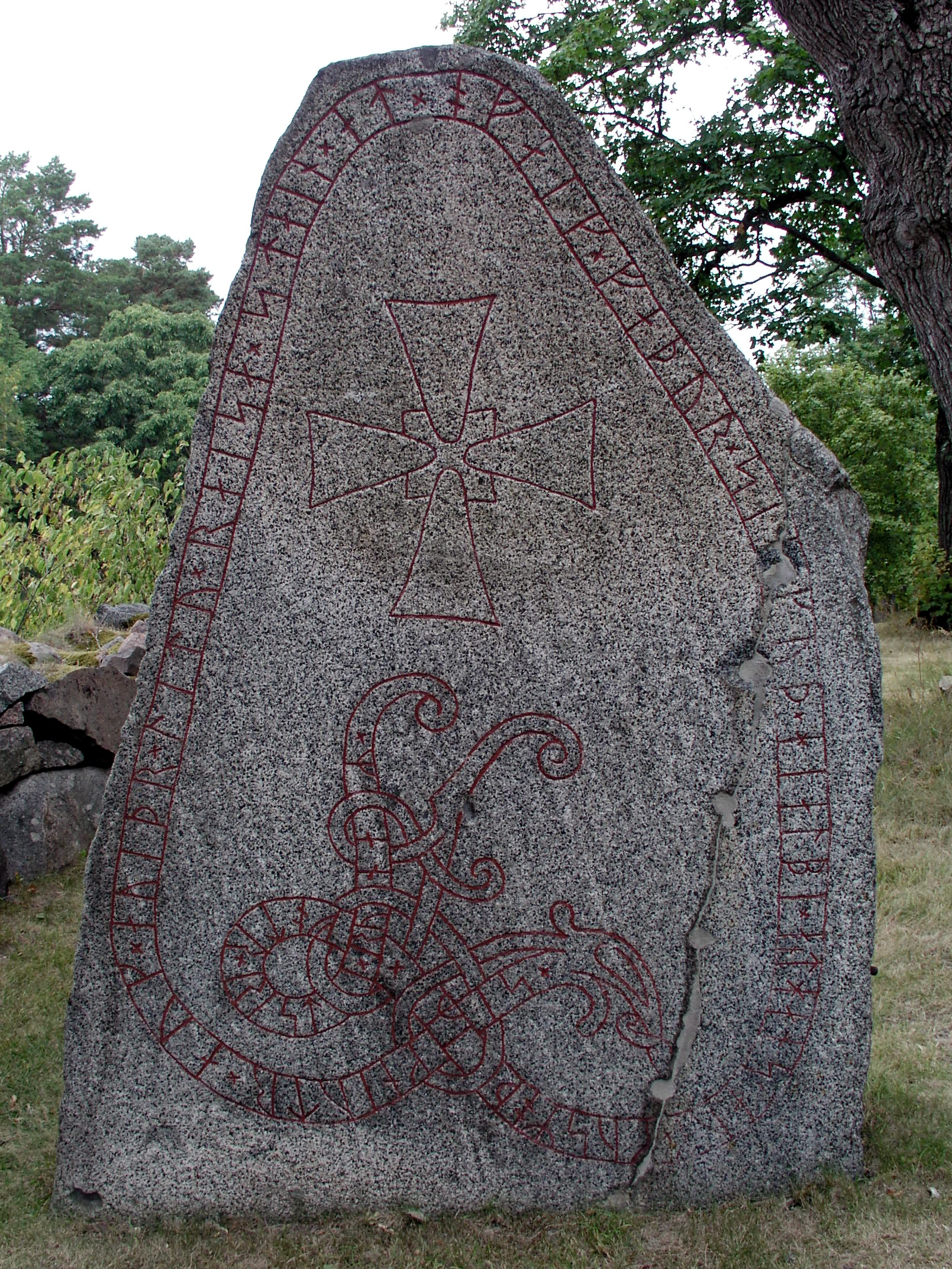
Piedra rúnica U 945 firmada por Fot.

Fot (nórdico antiguo: Fótr) fue un vikingo de Uppland, Suecia, conocido como maestro grabador de runas (erilaz) y activo a mediados del siglo XI.
A diferencia de otras regiones de Europa durante la Alta Edad Media, muchos escandinavos probablemente sabían leer y escribir, bien sobre hueso o madera. Fot es conocido por su trabajo en estilo Urnes. El estilo Urnes es la última fase de los estilos de zoomórfica decoración vikinga que se desarrolló durante la segunda parte del siglo XI y el comienzo del siglo XII.
Fot es uno de los más prominentes maestros clásicos de Uppland y estilo urnes, considerado el más artístico y de gran talento de su tiempo. Un rasgo característico de su obra es el cuidado con que escogió las piedras, como trató la superficie, la ornamentación armoniosa, unas runas uniformemente cinceladas y firmemente diseñadas. También destaca por el uso del signo de puntuación ×  entre las palabras en su inscripción rúnica.
No obstante, se han encontrado pocas piedras rúnicas firmadas por Fot. La lista de Rundata detalla las siguientes firmadas por el artista: U 167 en Östra Ryds, U 177 en Stav, U 268 en Harby, U 464 en Edeby, U 605 en Stäket, U 638 en Mansängen, U 678 en Skokloster uno de sus trabajos más famosos y U 945 en Danmarks. Se le atribuyen otras cuarenta piezas más basándose en el análisis de estilo.

## Galería

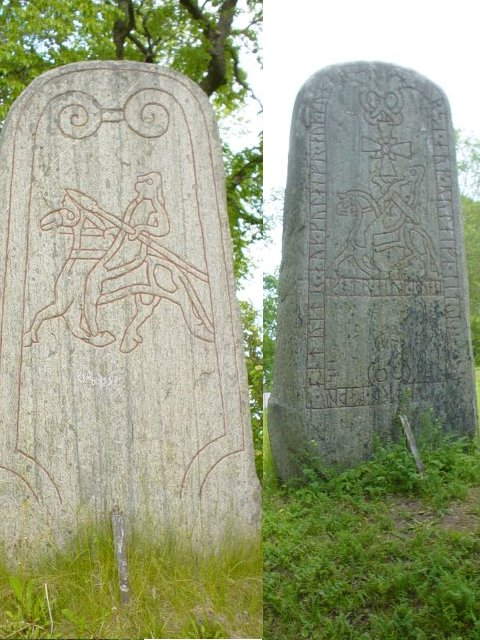
U 678.
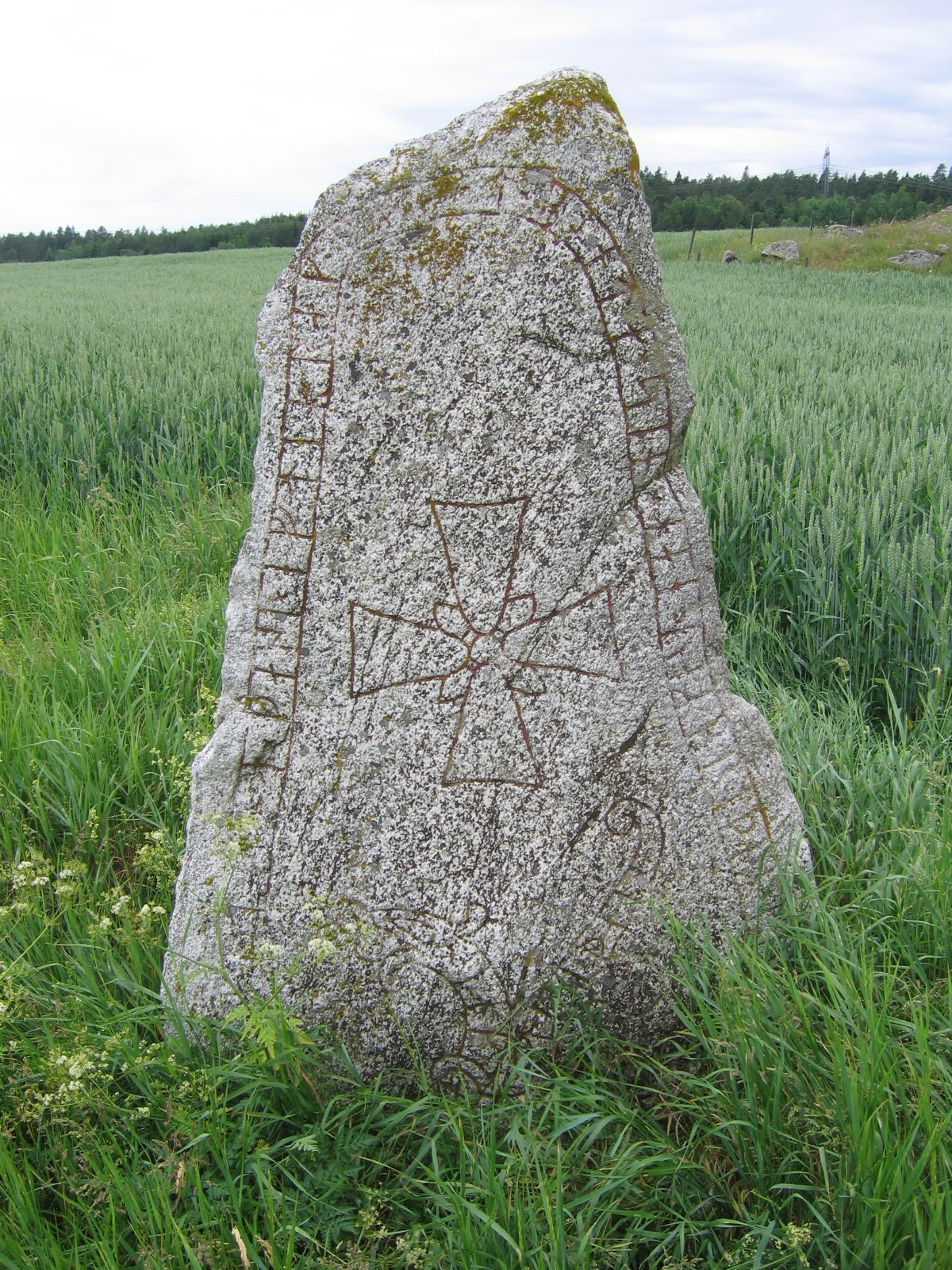
Piedras rúnicas de Snottsta y Vreta U 329.
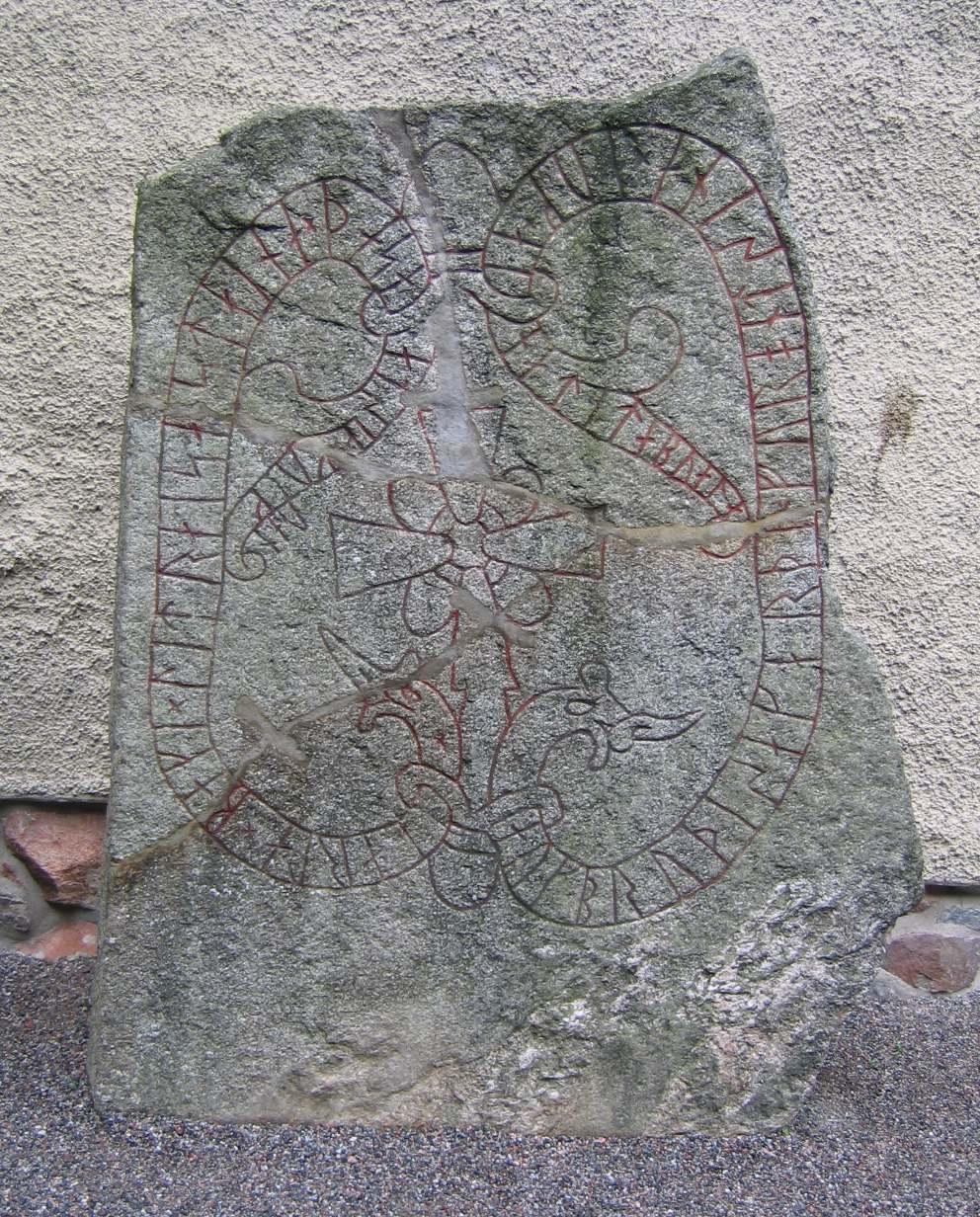
Piedra rúnica de Jarlabanke U 127.
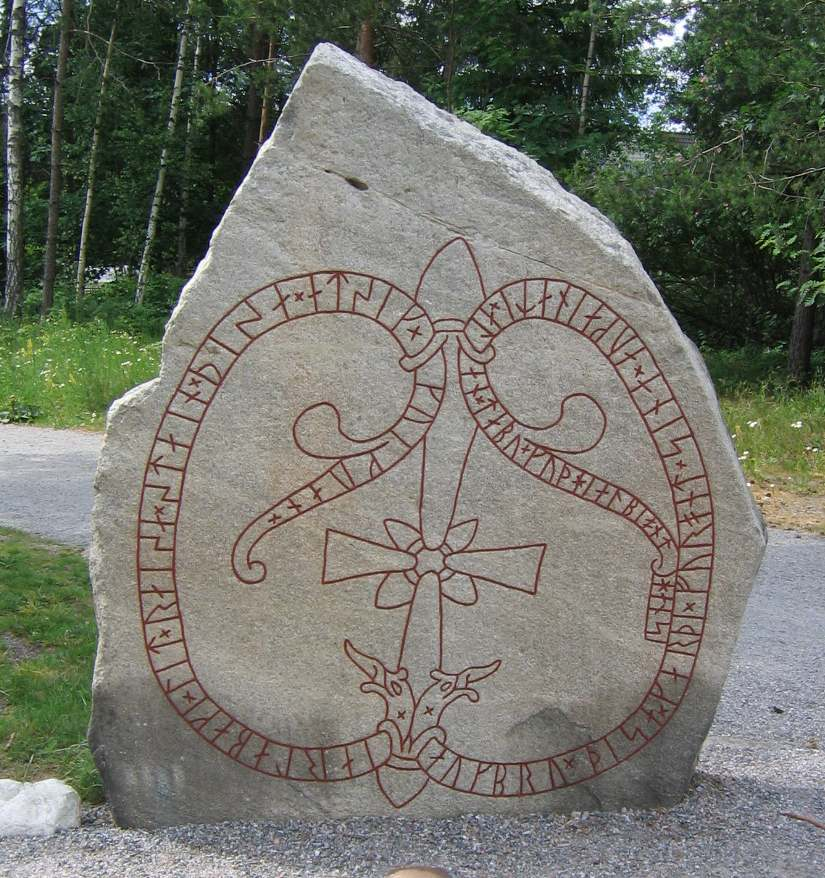
Piedra rúnica de Jarlabanke U 164.
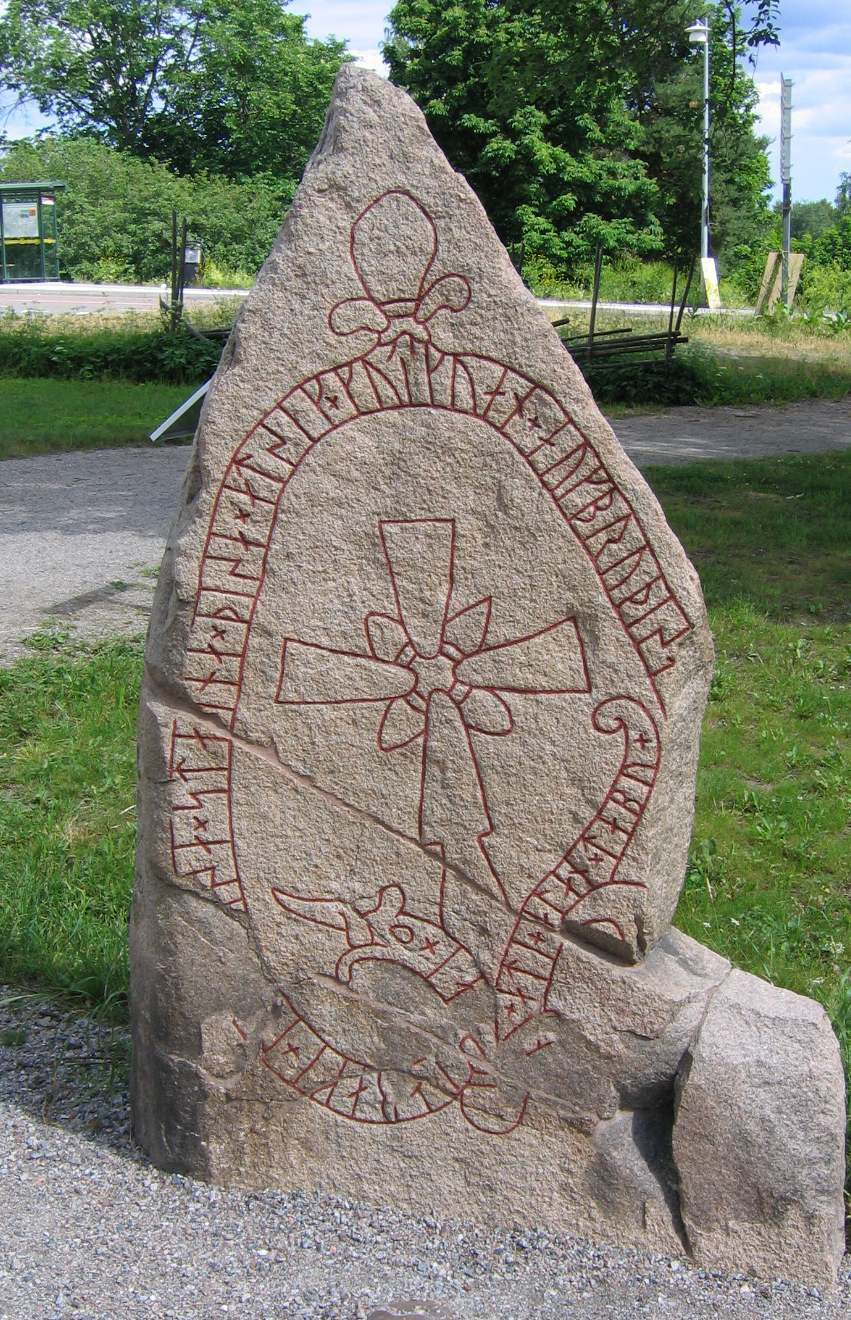
Piedra rúnica de Jarlabanke U 165.
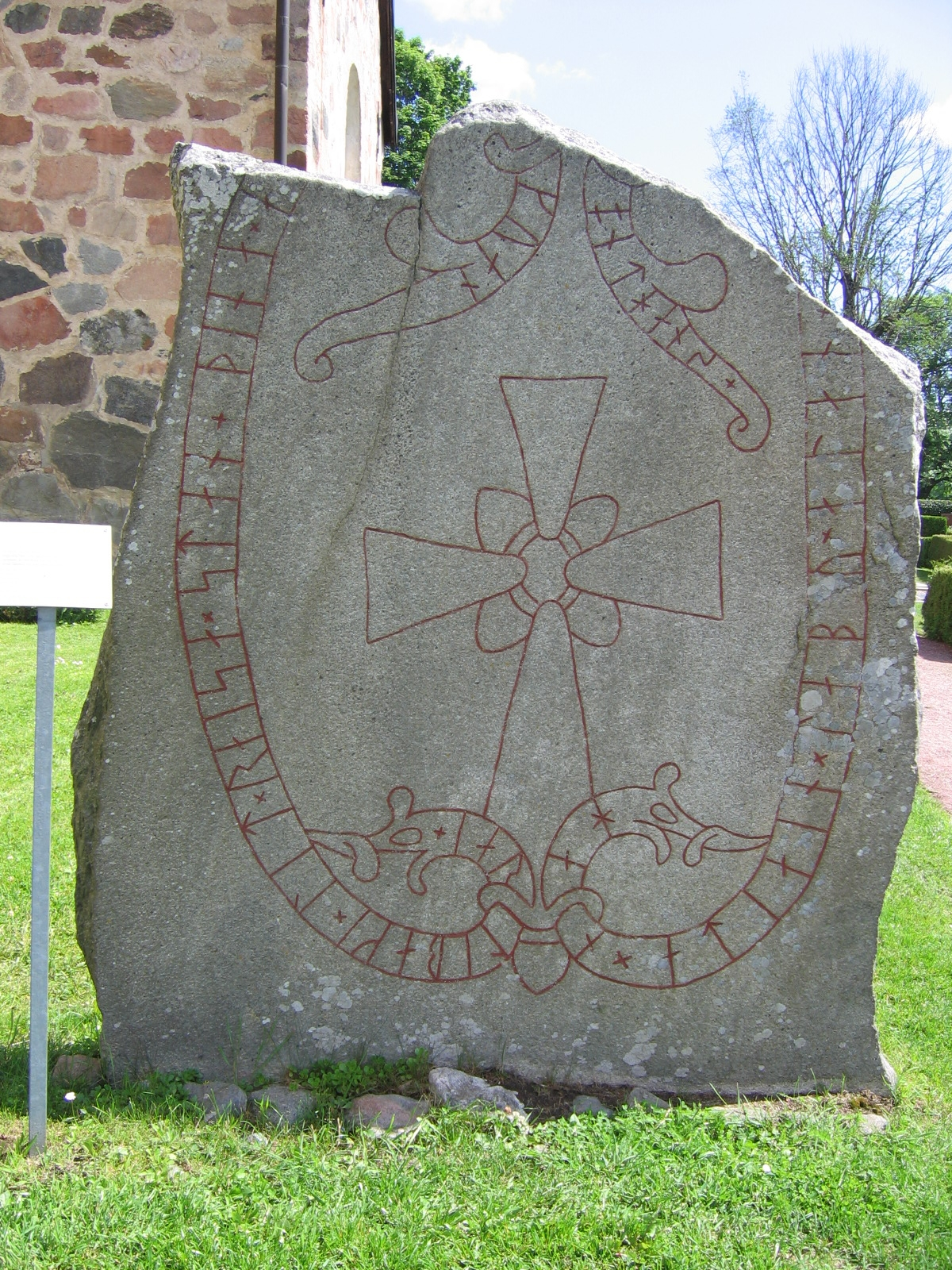
Piedra rúnica de Jarlabanke U 212.
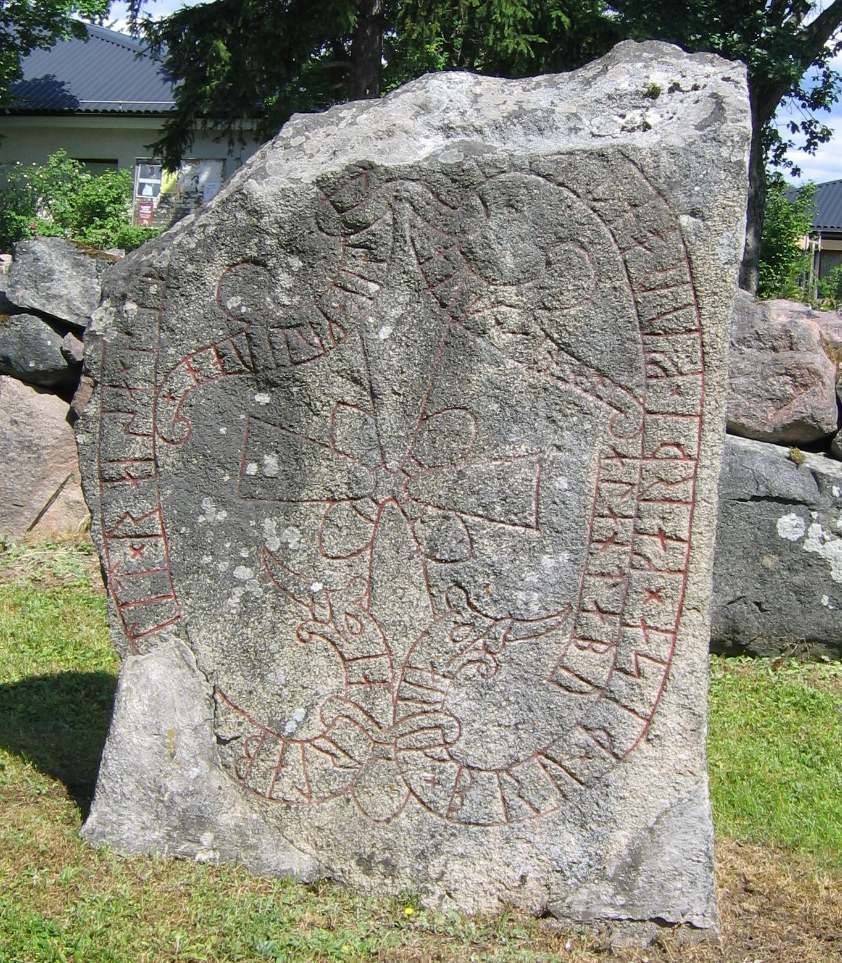
Piedra rúnica de Jarlabanke U 261.